# 스카이 골드 루키
팬택 스카이 골드 루키(Pantech SKY Gold Rookie)는 팬택이 2010년 8월 16일에 출시한 피처폰이다. 사회 초년생을 타깃으로 명함인식, 단체문자 도우미, 와이파이(인터넷 및 인터넷전화) 등의 3가지 특화 기능을 갖추었다.
팬택에서 출시한 KT의 마지막 피처 폰이다.